# Kevin Bradshaw
Kevin Bradshaw (nascido em 30 de abril de 1957) é um ex-ciclista australiano. Ele competiu pela Austrália na prova de estrada individual e no contrarrelógio por equipes de 100 km, realizadas nos Jogos Olímpicos de Verão de 1980 em Moscou.